# Nowa Fantastyka

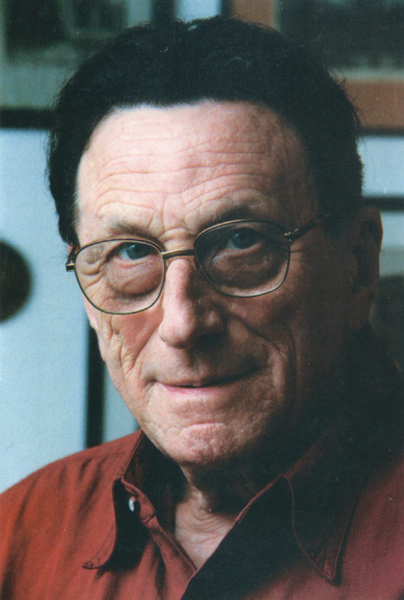
Adam Hollanek, pierwszy redaktor naczelny miesięcznika „Fantastyka” (1997)

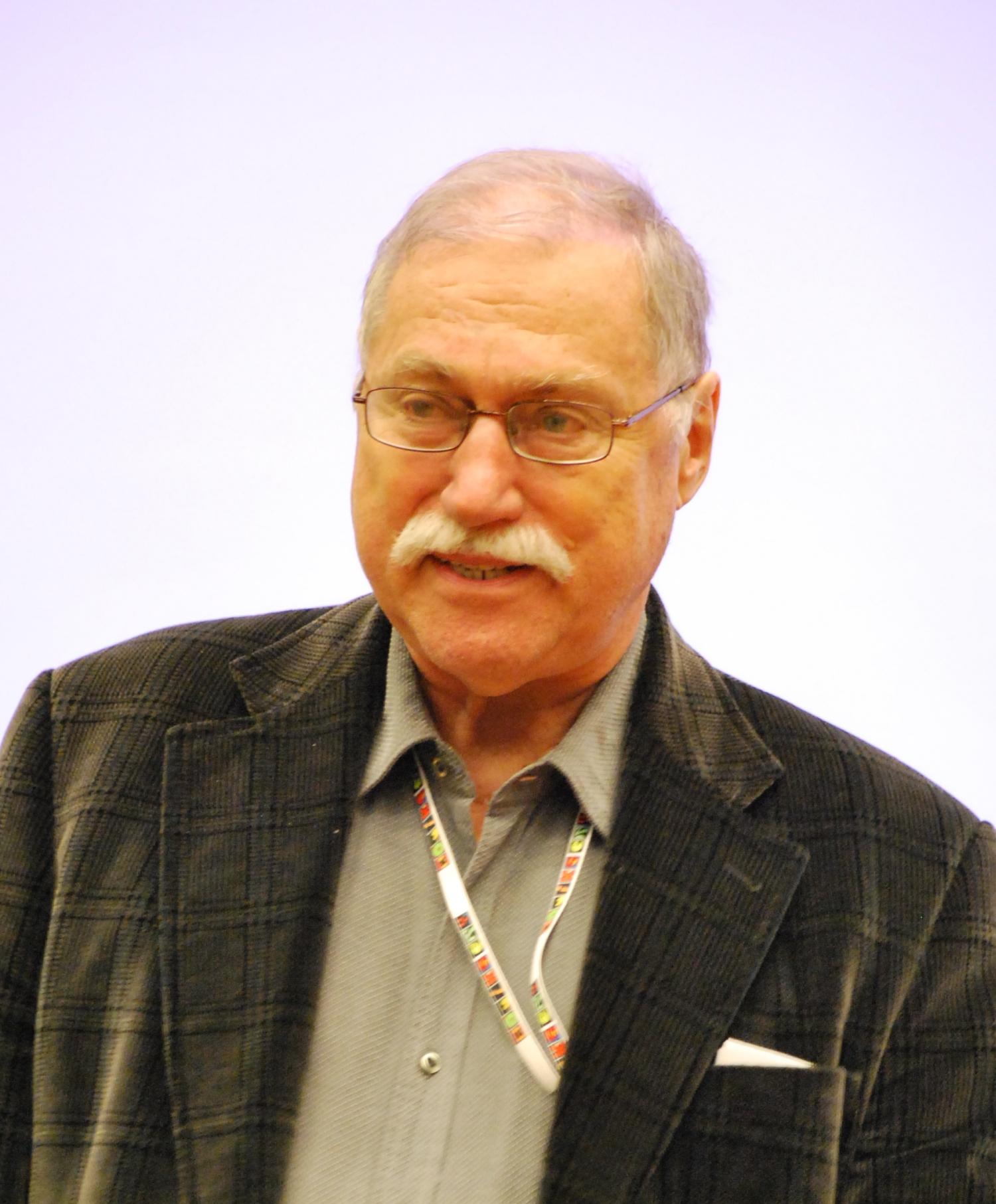
Lech Jęczmyk, drugi redaktor naczelny „Nowej Fantastyki” (2012)

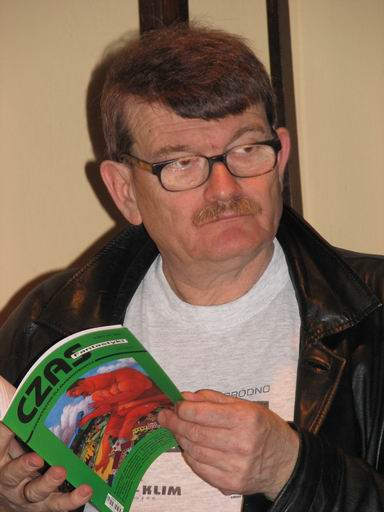
Maciej Parowski, trzeci redaktor naczelny „Nowej Fantastyki” (2006)

Nowa Fantastyka, do 1990 Fantastyka – polski miesięcznik literacki, pierwsze w Polsce czasopismo poświęcone szeroko rozumianej fantastyce, w szczególności literaturze science fiction i fantasy. Ukazuje się od 1982. „Nowa Fantastyka” jest obecnie najstarszym tego typu pismem na polskim rynku.
W piśmie debiutowali liczni polscy twórcy m.in. Andrzej Sapkowski, Jacek Dukaj,  Feliks W. Kres czy  Marek S. Huberath.

## Charakterystyka
W miesięczniku publikowane są utwory – powieści i krótsze formy polskich oraz zagranicznych autorów fantastyki, recenzje filmów oraz książek fantastycznych, a także artykuły o tematyce popularnonaukowej i felietony. W przeszłości na łamach NF pojawiały się również komiksy, a także informacje na temat konwentów i ważniejszych wydarzeń w fandomie.
Pierwszym redaktorem naczelnym czasopisma był Adam Hollanek, po zmianie wydawcy funkcję tę objął Lech Jęczmyk, potem długo sprawował ją Maciej Parowski, obecnie piastuje ją Jerzy Rzymowski. Wydawcą jest Prószyński Media. 

## Znaczenie
Debiut i działalność czasopisma zostały określone jako „niebagatelny fakt kulturowy”, a sam miesięcznik, jako obiekt kultowy.

## Historia

### Nakład
W czasach swej największej świetności – w latach 80. – nakład pisma przekraczał 150 tys. egz., w 1996 wynosił 76 tys., a w 2004 – 36 tys. egzemplarzy (według danych ZKDP za 2004). W 2005 nakład spadł do 30,000, co jednak i tak jest uważane za znaczący nakład dla czasopisma o tematyce literacko-kulturalnej. Średni nakład w 2015 wynosił 15 tys. egzemplarzy. Spadek nakładu jest tłumaczony zwiększoną konkurencją po przemianach ustrojowych.

### Polska Rzeczpospolita Ludowa
Andrzej Wójcik wspomina, że na pomysł utworzenia czasopisma w drugiej połowie lat 70. XX wieku wpadł działacz Ogólnopolskiego Klubu Miłośników Fantastyki i Science Fiction Andrzej Pruszyński. Po latach starań, w których niebagatelne okazało się poparcie działaczy PZPR, Hieronima Kubiaka i Karola Rodka (ojca działacza fandomu Jacka Rodka), grupa aktywistów w maju 1982 uzyskała zgodę na uruchomienie czasopisma. Miesięcznik założyła grupa entuzjastów sci-fi: Andrzej Krzepkowski, Jacek Rodek i Andrzej Wójcik. W pierwszym zespole redakcyjnym znaleźli się także m.in. Maciej Parowski, Tadeusz Markowski, Krzysztof Szolginia, Wiktor Malski. Władze nie zgodziły się, by redaktorem naczelnym został Krzysztof Boruń, więc mianowano nim ówczesnego dziennikarza „Trybuny Ludu” Adama Hollanka. Rafał Ziemkiewicz wspomina, że Hollanek był „buforem pomiędzy zbuntowaną literaturą a partyjnymi nadzorcami” i że „wywiązał się z niej znakomicie, zapewniając redakcji i autorom, jak na ten czas, maksimum swobody”.
„Fantastyka” była pierwszym czasopismem w Polsce poświęconym wyłącznie fantastyce. Pierwszy numer miesięcznika ukazał się w październiku 1982. Pismo wydawała Robotnicza Spółdzielnia Wydawnicza „Prasa-Książka-Ruch”, koncern prasowy należący do PZPR. Czasopismo od początku uzyskało ogromną popularność. Średnio kioski otrzymywały 2–3 egzemplarze pisma, które kupowano jeszcze w dniu dostawy. Pod koniec lat 80. „Fantastyka”, mimo dużych nakładów, miała duże problemy z regularnym trafianiem do kiosków.
Skromna produkcja wydawnicza z zakresu fantastyki spowodowała, że redakcja zdecydowała się publikować dłuższe formy literackie w formie wkładek, które czytelnicy mogli samodzielnie składać. Pierwszym utworem, opulikowanym w ten sposób była nowela George’a R. R. Martina Pieśń dla Lyanny. Inne powieści, które ukazały się w ten sposób, to m.in.: Świat czarownic Andre Norton (6/1983), Jeźdźcy smoków Anne McCaffrey (8/1984), Ballada o celnym strzale Stephena Kinga (1/1988), Formy chaosu (1/1984) i Bronie chaosu (1/1986) Colina Kappa.
W 4. numerze pisma redakcja ogłosiła konkurs na prozę i poezję oraz grafikę i malarstwo SF. Laureatem pierwszego konkursu został m.in. Feliks W. Kres, drugiego – Marek S. Huberath i Andrzej Sapkowski, zaś trzeciego Maciej Żerdziński, Tomasz Kołodziejczak i Grzegorz Janusz. Najlepsze teksty nadesłane na pierwszy konkurs opublikowano w tomie Trzecia brama.

### III Rzeczpospolita
W lipcu 1990 zmienił się wydawca, a pismo przyjęło nazwę „Nowa Fantastyka”, co było też zabezpieczeniem przed przejęciem pisma przez niechcianych inwestorów. W tym czasie nastąpiły również znaczące zmiany w wyglądzie czasopisma – zwiększono liczbę stron, zmieniono format, rozbudowany został dział publicystyczny. 
W celu utrzymania rentowności, przy braku obniżenia jakości zawartości, okładki stały się reklamami filmów.
W połowie 2003 zwiększono liczbę kolorowych stron.
Od 2014 do 2016 „Nowa Fantastyka” dostępna była w wersji elektronicznej. Jako powód rezygnacji z e-wydania podano jego nieopłacalność.
Od 2014 redakcja przyznaje swoje nagrody dla utworów literackich i komiksów.

## Redaktorzy naczelni

### Fantastyka (1982–1990)
- Adam Hollanek (1982–1990)

### Nowa Fantastyka (od 1990)
- Lech Jęczmyk (1990–1992)
- Maciej Parowski (1992–2003)
- Arkadiusz Nakoniecznik (2003–2005)
- Maciej Makowski (2005–2006)
- Paweł Matuszek (2006–2009)
- Kamil Śmiałkowski (pełniący obowiązki, 2009–2010)
- Jakub Winiarski (2010–2013)
- Jerzy Rzymowski (od 2013)

## Felietoniści

### obecnie
- Maciej Bachorski
- Krystyna de Binzer
- Łukasz Czarnecki
- Paweł Deptuch
- Agnieszka Haska
- Andrzej Kaczmarczyk
- Rafał Kosik
- Joanna Kułakowska
- Paweł Laudański
- Waldemar Miaśkiewicz
- Łukasz Orbitowski
- Przemysław Pieniążek
- Radosław Pisula
- Aleksandra Radziejewska
- Jerzy Stachowicz
- Marek Starosta
- Rafał Śliwiak
- Witold Vargas
- Peter Watts
- Łukasz M. Wiśniewski
- Tymoteusz Wronka

### w przeszłości także
- Gregory Benford
- Jakub Ćwiek
- Jacek Dukaj
- Jarosław Grzędowicz
- Arkadiusz Grzegorzak
- Adam Hollanek
- Lech Jęczmyk
- Tomasz Kołodziejczak
- Feliks W. Kres
- Konrad T. Lewandowski
- Bartłomiej Łopatka
- Graham Masterton
- Marek Oramus
- Maciej Parowski
- Tomasz Piątek
- Marcin Przybyłek
- Tomasz Przyłucki
- Robert Silverberg
- Jacek Sobota
- Kamil Śmiałkowski
- Rafał Ziemkiewicz

## Komiksy
Na łamach pisma debiutowało wielu polskich twórców komiksowych, a premierę miały znane serie takie, jak Funky Koval. Najdłużej ukazującą się regularnie serią jest Lil i Put, który od roku 2017 jest stałym elementem magazynu.

## Pochodne czasopisma
Oprócz samej „Fantastyki” w różnych okresach powstały:
- Mała Fantastyka – kwartalnik dla dzieci, wydawany w latach 1987–1990
- Komiks – Fantastyka – wydawany w latach 80., na początku lat 90. przekształcony w czasopismo „Komiks”
- Fantastyka – wydanie specjalne – kwartalnik zawierający jedynie teksty literackie, w tym powieści, wydawany w latach 2003–2019
- Czas Fantastyki – kwartalnik poświęcony publicystyce na temat fantastyki, wydawany w latach 2004–2015, dostępny jedynie w prenumeracie i w sieci Empik.

## Gloria Artis

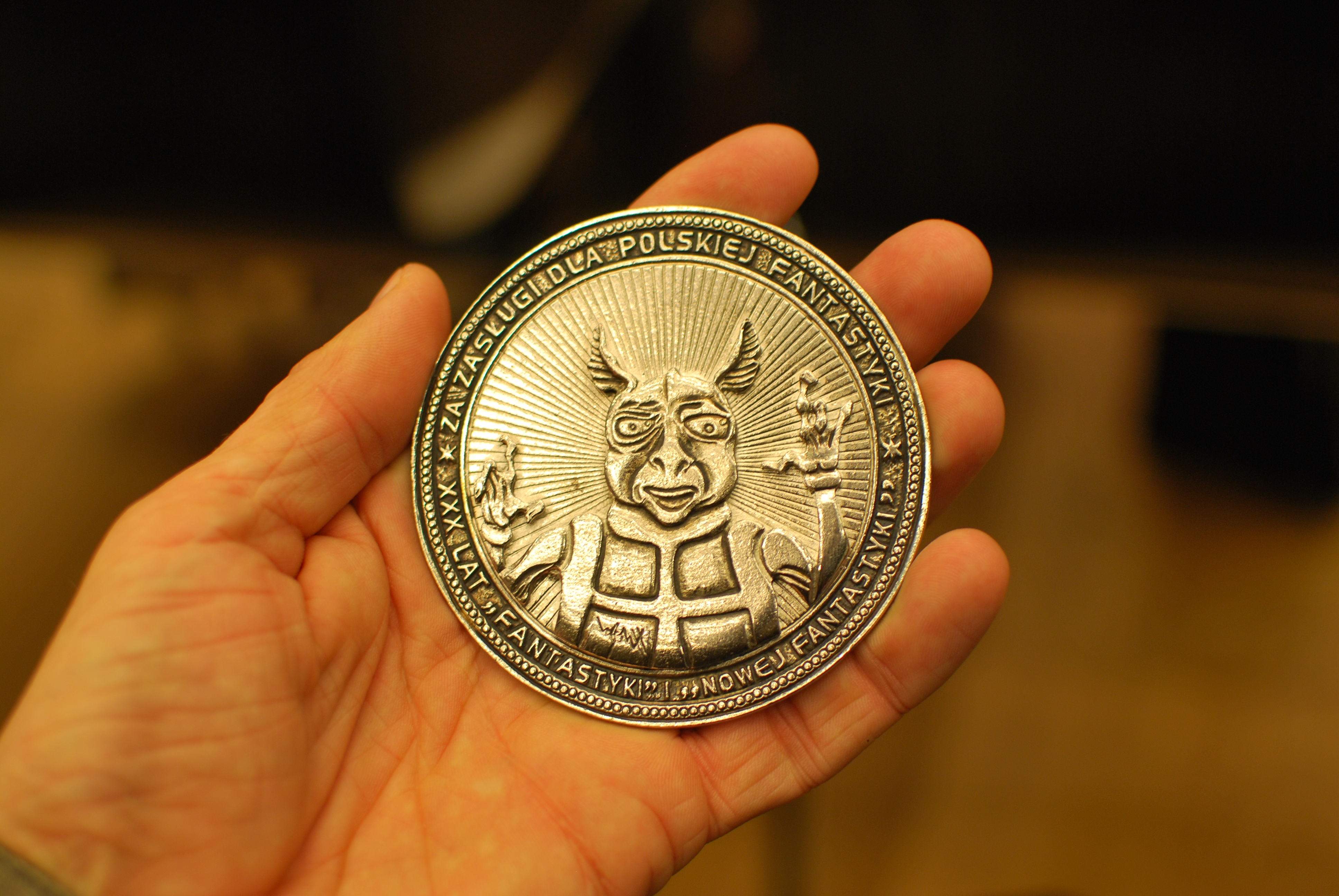
Medal pamiątkowy wydany z okazji 30-lecia czasopisma

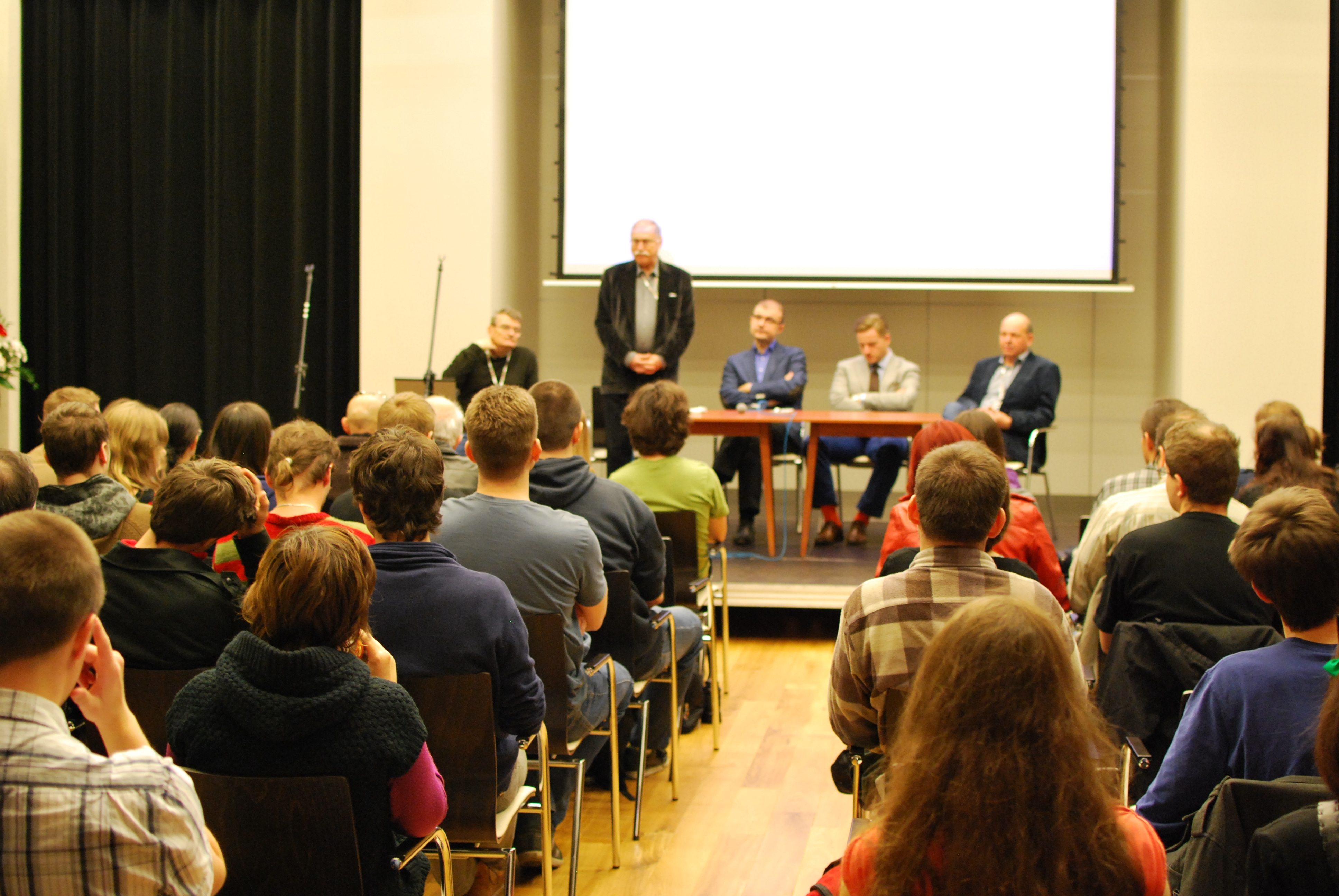
30-lecie „Fantastyki” – Maciej Parowski, Lech Jęczmyk, Jacek Dukaj, Szczepan Twardoch, Marek Baraniecki na 23 Międzynarodowym Festiwalu Komiksu i Gier, Łódź 2012

29 października 2007, z okazji 25-lecia pisma, minister kultury i dziedzictwa narodowego Kazimierz Michał Ujazdowski uhonorował czasopismo srebrnym medalem „Gloria Artis”. Uhonorowani zostali również współpracownicy „Nowej Fantastyki”:

### Medal srebrny
- Lech Jęczmyk
- Maciej Parowski

### Medal brązowy
- Andrzej Brzezicki
- Maciej Makowski
- Dorota Malinowska
- Arkadiusz Nakoniecznik
- Andrzej Niewiadowski
- Marek Oramus
- Jacek Rodek
- Krzysztof Szolginia
- Rafał A. Ziemkiewicz

### Odznaka honorowa „Zasłużony dla Kultury Polskiej”
- Małgorzata Berlińska
- Andrzej W. Kaczorowski
- Sławomir Kędzierski
- Tadeusz Markowski
- Darosław J. Toruń
- Andrzej Wójcik
- Marek Zalejski
- Paweł Ziemkiewicz